# Anna Nosova
Anna Nosova (22 de diciembre de 2001) es una deportista ucraniana que compite en natación sincronizada. Ganó una medalla de oro en el Campeonato Europeo de Natación de 2021, en la prueba rutina especial.

## Palmarés internacional
| Campeonato Europeo | Campeonato Europeo | Campeonato Europeo | Campeonato Europeo |
| Año                | Lugar              | Medalla            | Prueba             |
| ------------------ | ------------------ | ------------------ | ------------------ |
| 2021               | Budapest (Hungría) | Medalla de oro     | Rutina especial    |